# Municipio Machiques de Perijá
Machiques de Perijá es uno de los municipios del Estado Zulia, ubicado en la costa occidental del lago de Maracaibo, posee una superficie de 10 361 km², siendo el municipio más extenso del estado y una población de 132 734 habitantes. Su capital es Machiques.

## Historia
El 18 de noviembre de 1841 se considera como la fecha fundacional de la ciudad de Machiques, pues en dicha fecha es elevada a parroquia civil, aunque fue fundada en 1750 por colonias españolas.
El 27 de julio de 1872 la ciudad de Machiques pasa a ocupar la cabecera del municipio, para dicho momento denominado como Departamento Guzmán Blanco, 18 años después, el 8 de abril de 1890, el Ilustrísimo Doctor Román Lovera, Obispo de Mérida eleva a la ciudad como parroquia eclesiástica.
El 16 de agosto de 2005, el vuelo 708 de West Caribbean cayó en una zona rural del municipio, falleciendo todas las 160 personas en el avión. La causa fue entrada en pérdida por error del piloto. Hasta hoy en día, el peor accidente aéreo ocurrido en Venezuela. 
El 7 de septiembre de 2015, el presidente venezolano, Nicolás Maduro declara parcialmente un Estado de excepción en el estado fronterizo del Zulia, por la crisis diplomática con Colombia originado por los acontecimientos ocurridos en el Estado Táchira el 21 de agosto del mismo año. Para esa fecha fueron tres los municipios afectados por la acción presidencial. El día 15 del mismo mes el cierre de frontera y la aplicación del estado de excepción se extiende a otros siete municipios de la entidad zuliana, siendo esta entidad municipal uno de los municipios afectados por la medida presidencial.

## Geografía

### Clima
Parámetros climáticos promedio de Machiques de perijá, Zulia.
Mes	Ene.	Feb.	Mar.	Abr.	May.	Jun.	Jul.	Ago.	Sep.	Oct.	Nov.	Dic.	Anual
Temp. máx. media (°C)	31.6	34.3	34.5	34.3	32.8	32.9	32.9	33.1	33.3	32.5	32.0	31.5	33
Temp. media (°C)	26.5	26.6	27.3	26.8	27.3	27.5	27.7	27.9	27.3	26.8	26.4	26.2	27
Temp. mín. media (°C)	20.5	20.7	21.0	23.0	21.8	22.5	21.5	21.4	21.6	21.3	21.1	20.9	21.4
Lluvias (mm)	31.2	2.6	20	136.6	238.1	146.8	104.3	161.2	139	176.4	245	72.7	1473.9

### Parroquias

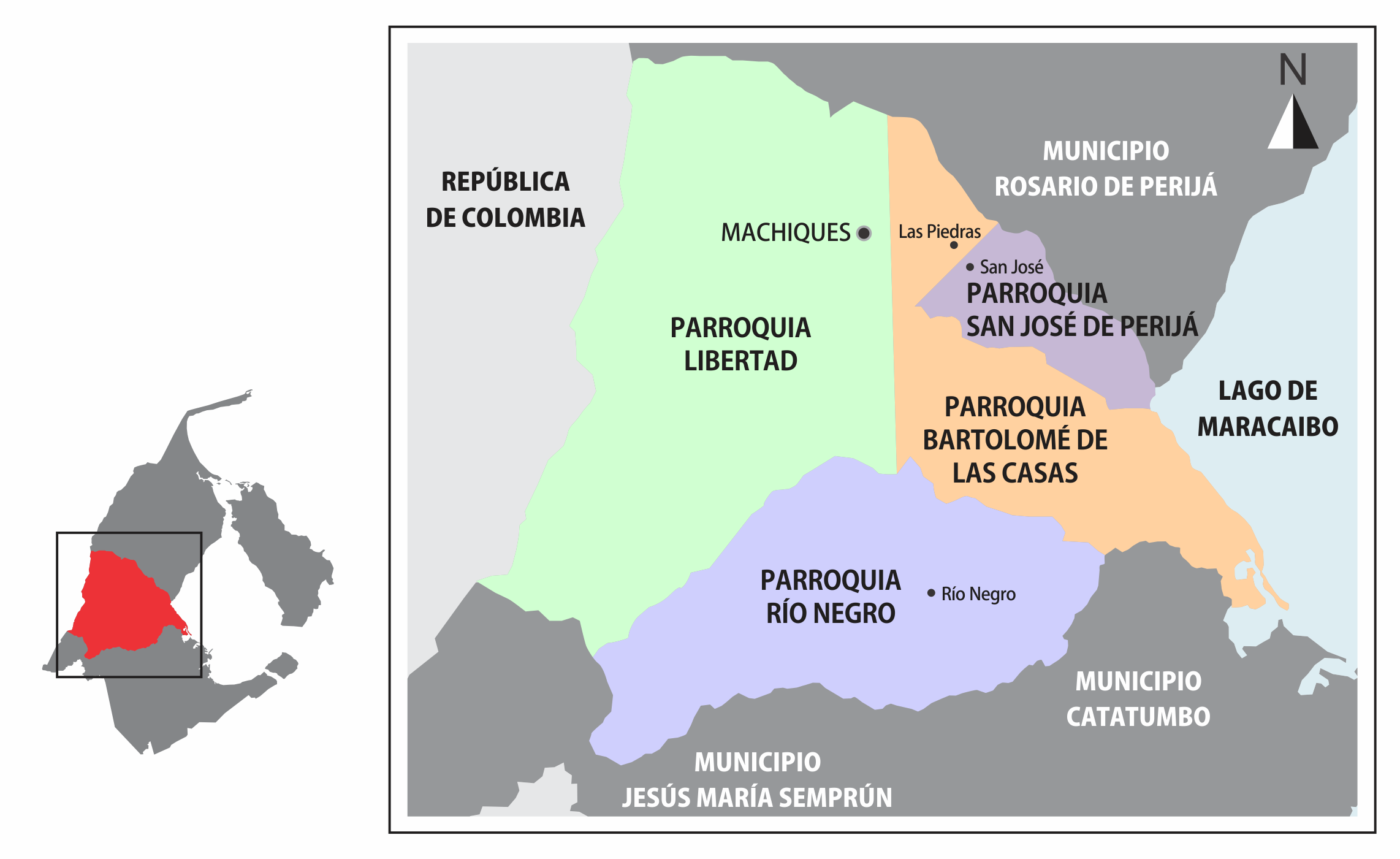
Parroquias de Machiques de Perijá.

El municipio está conformado por 4 parroquias que son:
- Parroquia Bartolomé de las Casas (Desde el noreste hasta el sureste del municipio).
- Parroquia Libertad (La capital se ubica en esta parroquia).
- Parroquia Río Negro (Al sur del municipio).
- Parroquia San José de Perijá (Al este del municipio).

### Demografía
La población del Municipio Machiques de Perijá (según censo del I.N.E. 2016) es de 122.734 habitantes, distribuidos en 4 parroquias. Esto representa el 3,87% (2017) de la población total del estado Zulia. La densidad poblacional es de 13,9 habitantes por kilómetro cuadrado aproximadamente.
También habitan en el municipio muchos colombianos, que entraron al país como ilegales en busca de oportunidades laborales y huyendo de la violencia, (guerrilla, paramilitares).

#### Pueblos indígenas
En el municipio habitan una población importante de yukpas, luego están los barí y los Motilones. Entre las comunidades se hallan la de Tinacoa, Aroy, Sirapta, Ayapaina, Chaptaka y Guamo.

### Flora y fauna
Posee una vegetación de tipo bosque seco y bosque húmedo, posee dos tipos de topografía, la zona plana entre los ríos Negro y Santa Ana y la zona montañosa de la Serranía del Perijá.
En la sierra de Perijá se presentan varias asociaciones, bosque muy húmedo pre montano bajo; estas asociaciones se presentan en las costas más elevadas, donde se encuentran marcadas variaciones climáticas. Prestándose como hábitat natural de especies animales protegidas como el oso frontino, el mono cara blanca y el león de montaña o Puma concolor.
La vegetación original ha desaparecido en muchos sitios por el uso agrícola y pecuario, aunque se encuentran remanentes en lugares de fuertes pendientes, donde los suelos son muy pobres.

## Economía
Presenta una actividad económica muy variada que va desde la agrícola hasta la forestal, sin olvidar la actividad pesquera.

### Sector Industrial
La industria de este municipio es de tipo agroindustrial, ya que está estrechamente vinculada con la actividad agropecuaria, la cual le provee la materia prima necesaria para su funcionamiento, siendo la ganadería su principal fuente de insumos. El sector industrial se orienta principalmente a la producción de bienes de consumo final, y en menor medida, a bienes de producción. Su crecimiento está condicionado por el desarrollo de la actividad agrícola, que ha sido un factor determinante en su localización.
En el municipio se pueden encontrar industrias procesadoras de productos agropecuarios, como pulverizadoras de leche, mataderos industriales, fábricas de quesos y derivados lácteos.

### Sector Agrícola
La agricultura del Municipio puede considerarse incipiente, porque las áreas que se han destinado para tales fines se encuentran ubicadas en la cordillera de La Sierra de Perijá y por todos es sabido que la vialidad hacia ese sistema montañoso es bastante difícil por lo abrupto del relieve, por lo que los productores ubicados en la zona (fundamentalmente indígenas) tienen que salvar el obstáculo natural representado por la mencionada Sierra. La actividad pecuaria es la base de la economía del Municipio; ello ha conllevado a que se hayan invertido grandes capitales para mejorar la calidad de los rebaños, trayéndose sementales (Pardo Suizo, Holstein, etc.) para optimizar la calidad del ganado vacuno de la región, pudiéndose mencionar que se han venido practicando algunas técnicas como la inseminación artificial y la implantación de embriones que garanticen el mejoramiento genético del ganado. Los resultados son evidentes, ya que el Municipio ha logrado desarrollar un tipo de ganado de doble propósito que tiene el reconocimiento nacional, al punto que de diferentes regiones del país vienen a buscar vientres y sementales con la idea o propósito de mejorar la calidad de su ganado.

### Sector Comercio
Existen empresas dedicadas al intercambio, adquisición y venta de bienes, tales como empresas de alimentos, bebidas, calzados, prendas de vestir, perfumerías, repuestos, materiales de construcción librerías, mueblerías, entre otras.

### Sector Artesanal
Se destacan las actividades artesanales indígenas, cerámica, cestería y objetos rituales, talabartería.

### Sector Turismo
Esta área ofrece un extraordinario recurso de montaña y clima, representado por la sierra de Perijá. Tanto los elementos naturales como los culturales actúan aquí como recursos turísticos a ser ofrecidos, permitiendo potenciar la zona para el agroturismo y la aventura de montaña; además, de la apreciación de manifestaciones culturales indígenas. Uno de sus atractivos de mayor jerarquía lo constituye su gastronomía, la cual es rica en carnes y productos lácteos y entre sus servicios turísticos sobresalen sus restaurantes.

## Religión
La mayoría de la población es católica, dándose el 16 de julio las fiestas patronales en honor a la Virgen del Carmen, también se celebran en las diferentes parroquias del municipio fiestas patronales en honor a San José y a La Inmaculada Concepción.
Con respecto a los cristianos evangélicos, cuentan con una asociación (ASOMEP) Asociación de Ministros de Machiques de Perijá que reúne a los creyentes Cristianos.
El 17 de junio de 2011 se crea la Diócesis de Machiques debido a sur fervor católico, siendo su actual Obispo Monseñor Nicolás Gregorio Nava Rojas.

## Medios de comunicación
En su capital, Machiques, hay uno llamado Imagen TV, que opera sólo para los suscriptores de cable de la empresa Airtek Solutions CA y otro canal comunitario en las Piedras de Perijá llamado Perijá TV que opera en señal abierta.
También existe una gran cantidad de medios de comunicación radiales entre las que se pueden destacar: Fe y Alegría Machiques 105.5FM, Supernova 92.7 FM, Amanecer 101.9 FM, Sierra 99.1 FM, Selecta 102.7 FM www.selectafm.com.ve Archivado el 23 de junio de 2020 en Wayback Machine., Carmelitana 99.1 FM, entre otras estaciones.
También posee desde 1992 un periódico llamado El Machiquense, que en sus primeros 20 años circuló bimensualmente y desde 2012 pasó del formato en papel al digital. Esta es su dirección web https://web.archive.org/web/20181029152342/http://elmachiquensemovil.blogspot.com/

Agrupaciones Musicales
Agrupación musical “Los Mundiales”
“Los Mundiales” es un grupo venezolano de música tropical bailable fundado por el maestro falconiano Ramón Reyes en La Villa del Rosario, municipio Rosario de Perijá, del petrolero y fronterizo estado Zulia, ubicado a unos 850 kilómetros de Caracas, capital de la República.
Fue en las fiestas patronales en honor a San Antonio de Padua, en Urumaco, municipio Democracia del estado Falcón, donde el maestro Ramón Reyes anunció oficialmente que, a partir de ese momento, 13 de junio de 1979, desaparecía el Gran Combo Morichal y de allí en adelante se llamaría Los Mundiales.
El “Gran Combo Morichal”, estuvo integrado en su mayoría por talentosos músicos colombianos quienes regresaron a su país de origen sensiblemente afectados por la nostalgia. Interpretaban la música bailable al estilo de Pastor López y Nelson Henríquez, exitosos artistas venezolanos con mucha aceptación en el vecino país.
Pero Ramón Reyes no se durmió en los laureles. Desde junio de 1979 comenzó a trabajar en la confección de su primer álbum y en enero de 1980 lanzó al mercado su primer long play o larga duración con el grupo “Los Mundiales”, bajo la producción de los experimentados músicos Nelson González y Carlos Lugo.
Ahora, con un estilo más definido para interpretar la música tropical bailable con el órgano como instrumento principal y haciendo mucho énfasis en el amor y las relaciones sentimentales, siempre acompañado del grito de guerra: “Pura ganancia”. La mayoría de sus canciones son compuestas por sus propios integrantes. 
Los músicos fundadores fueron: Ramón Reyes, tecladista, arreglista, compositor, coros y director musical; Reinaldo Reyes, bajista y compositor; Jorge Vílchez (+), cantante y compositor; Antonio Quintero, guitarra eléctrica; Robinson Quintero, cantante baladista; Juan Lago (+), congas; Wilmer Romero, cantante;  y William Pérez, percusión; 
A partir de 1981 ingresaron Félix Márquez (+), cantante y compositor; Elvis Martínez, bajista; Joel Flores, Sergio Carmona, José Luis Rojas, Danny Quintero, Carlos Peña y Aldryn Rendón, cantantes. El ingeniero Cristian Reyes, se incorporó años después como productor ejecutivo. El periodista y profesor Armando Reyes ha fungido desde 1980, y hasta la actualidad, como compositor y coordinador de relaciones públicas. 
La primera producción discográfica
En 1980 el grupo “Los Mundiales” graba su primera producción discográfica de doce temas con el sello Discomoda, en Caracas, capital de la República de Venezuela. La canción “Mi consuelo”, compuesta por el reconocido trompetista zuliano Carlos Lugo, se posicionó rápidamente en los primeros lugares de las radios emisoras.
Tanto fue el impacto nacional que fueron llamados por los productores de Radio Caracas Televisión para que se presentaran en el sabatino programa del hoy extinto animador Guillermo “Fantástico” González. La actuación fue un éxito. De allí en adelante se abrieron muchas puertas y las presentaciones coparon la agenda.
Los Mundiales grabaron posteriormente, con igual aceptación del público, los temas “Lo que te prometí”, “Mi nueva dicha”, también de Carlos Lugo, y “Siempre te amé”, de la autoría del periodista y profesor universitario Armando Reyes. 
Premios y reconocimientos
En 41 años de actividades musicales, “Los Mundiales” de Ramón Reyes ha grabado 17 producciones discográficas con temas propios y versiones de grandes éxitos en cada edición. En 2004 participó como artista invitado “El Rey de la cumbia”, el barquisimetano Pastor López, con la grabación de los temas “Por qué lo hiciste” y “Por siempre enamorado”, temas de la autoría del maestro Ramón Reyes. 
Los Mundiales ha recibido numerosos reconocimientos y premios: cinco Mara de Oro, Cacique de Oro, Estrella de Oro y Lira de Oro, entre otros. Hoy constituyen una referencia musical en toda Venezuela, alternando en un mismo escenario con grandes orquestas como Los Melódicos, La Tremenda, La Billo´s Caracas Boys, El Binomio de Oro, Oscar D´León, Los Diablitos, Argenis Carruyo, Súper Combo Los Tropicales, La Diferencia, Los Masters, Los Casinos, Explosión Trujillana, Los Originales y Los Propios, entre otras agrupaciones. 
Los Mundiales ha contado siempre con el apoyo de los principales medios impresos y digitales del país, televisoras, emisoras AM y FM, periodistas, locutores, productores radiales, productores musicales, empresarios y animadores del espectáculo. 
“Estoy profundamente agradecido con Dios por permitirnos alegrar los corazones con nuestra música bailable y por tantas manifestaciones de apoyo, aprecio y cariño de nuestras admiradoras y seguidores, para Los Mundiales y mi persona, con las entrevistas, las llamadas telefónicas, las visitas y amables comentarios en YouTube, las redes sociales, y los programas especiales de música tropical bailable en las emisoras del país”, dijo el maestro Ramón Reyes.
*Vea la entrevista efectuada al director de Los Mundiales, Ramón Reyes, por la periodista Liliana Urbina en su programa “Conociéndonos” por el canal Imagen TV, de Rosario de Perijá. (https://www.youtube.com/watch?v=tBuwvgWFjIk
*Oiga la entrevista realizada al maestro Ramón Reyes, realizada por Josué Díaz y Luisana Vera, en el programa “Brújula musical” transmitido por la emisora Recreo 106.5 Fm. (https://www.youtube.com/watch?v=6d0_Dz6xwBo).

## Política y gobierno

### Alcaldes
| Período     | Alcalde         | Partido político / Alianza | % de votos | Notas |
| ----------- | --------------- | -------------------------- | ---------- | --- |
| 1989 - 1992 | Edith Escola    | Copei                      | 35,40      | Primer alcalde bajo elecciones directas |
| 1992 - 1995 | Edith Escola    | Copei                      | 57,01      | Reelecto |
| 1995 - 2000 | Máximo Méndez   | Copei                      | -          | Segundo alcalde bajo elecciones directas (se realizaron elecciones generales adelantadas en el 2000 debido a la aprobación de la Constitución de 1999) |
| 2000 - 2004 | Alfonso Marquez | AD                         | 42,12      | Tercer alcalde bajo elecciones directas |
| 2004 - 2008 | Alfonso Marquez | AD                         | 36,39      | Reelecto |
| 2008 - 2013 | Vidal Prieto    | PSUV                       | 51,21      | Cuarto alcalde bajo elecciones directas (se postergan 1 año las elecciones municipales pautadas para finales del 2012)                                 |
| 2013 - 2017 | Alfonso Marquez | AD Plataforma Unitaria     | 46,33      | Quinto alcalde bajo elecciones directas |
| 2017 - 2021 | Betty Zuleta    | PSUV                       | 61,32      | Sexto alcalde bajo elecciones directas |
| 2021 - 2025 | Vidal Prieto    | UP                         | 36,57      | Séptimo alcalde bajo elecciones directas |

### Concejo municipal
Período 2021 - 2025
| Concejales:      | Partido político / Alianza |
| ---------------- | -------------------------- |
| Jhon Salcedo     | UP                         |
| Donaldo Torres   | UP                         |
| Beatriz Noriega  | UP                         |
| Ramon Medina     | UP                         |
| Alcides Martínez | MUD                        |
| Alfonzo López    | MUD                        |
| Carlos Oliveros  | PSUV                       |
| Maria Escala     | PSUV                       |
| Jose Fernández   | (Representación indígena)  |